# Pier Vittorio Aldini
Pier Vittorio Aldini (Cesena, 19 aprile 1773 – Pavia, 3 giugno 1842) è stato un archeologo e bibliografo italiano.

## Biografia
Conservatore illuminato, svolse la sua attività principalmente tra Emilia-Romagna e Lombardia.
Nato a Cesena, allora nello Stato Pontificio, si laureò in legge nel 1794. Iniziò la sua attività all'epoca dell'invasione francese arrivando a ricoprire la carica di segretario generale della Prefettura del Lario (1812-16) nella città di Como durante il Regno d'Italia napolenico.
In seguito si mise al servizio degli Austriaci presso l'Università degli Studi di Pavia prima in qualità di docente di archeologia, numismatica, diplomatica e araldica, poi anche di storia universale e austriaca, di filosofia e infine - negli anni 1836-37 - assunse la carica di Magnifico Rettore di quell'ateneo.
Acquistò per l'Università di Pavia una notevole quantità di codici manoscritti medievali, greci e latini, oggi conservati nella biblioteca Universitaria, di cui redasse il catalogo.
Il 3 gennaio 1839 divenne socio dell'Accademia delle scienze di Torino.

## Opere
- Sulle antiche lapidi ticinesi, con appendice sopra un'epigrafe di Casteggio. Esercitazioni antiquarie, (Pavia, 1831, edizione delle epigrafi romane di Pavia)
- Gli antichi marmi comensi figurati e letterati (Pavia 1834, edizione delle epigrafi romane di Como)